# Pterostichus costatus
Pterostichus costatus är en skalbaggsart som beskrevs av Ménétriés. Pterostichus costatus ingår i släktet Pterostichus och familjen jordlöpare. Inga underarter finns listade i Catalogue of Life.